# (73224) 2002 JK25
(73224) 2002 JK25 – planetoida z pasa głównego asteroid okrążająca Słońce w ciągu 4,6 lat w średniej odległości 2,76 j.a. Odkryta 8 maja 2002 roku.